# Sandrine Bailly
Sandrine Bailly (Belley, 25 november 1979) is een Franse voormalige biatlete.
Sandrine Bailly deed op haar eerste optreden op het wereldkampioenschap 2003 meteen van zich spreken. Op de achtervolging bleef ze alleen over met Martina Glagow en beiden zetten de sprint in om de winnares van de wereldtitel te bepalen. Het verschil op de streep was met het blote oog niet te zien en ook de fotofinish kon geen oordeel vellen, waarna beide dames voor het eerst in hun carrière tot wereldkampioene werden gekroond. In datzelfde toernooi won Bailly tevens een bronzen medaille op de massastart. Een jaar later tijdens de WK 2004 won ze opnieuw brons op de massastart.
In 2004/2005 volgde haar echte doorbraak toen ze vrijwel alles op wereldbekerniveau wist te winnen. Alleen op het WK kwam ze niet uit de verf, maar desondanks werd ze met een ruime voorsprong winnares van de wereldbeker. Het Olympische jaar 2005/2006 verliep echter minder positief voor Bailly en ze kwam nauwelijks tot redelijke prestaties.
Dit had als gevolg dat ze haar onverslaanbare status verloor en dat ze tijdens de Olympische Winterspelen 2006 niet tot de favorieten behoorde, maar slechts tot de outsiders. De Duitse en Russische vrouwen, aangevuld met Liv Grete Poirée trokken de meeste aandacht. Poirée stelde teleur tijdens de Spelen, maar ook Bailly kwam nauwelijks uit de verf. Wel was juist zij het, die op de estafette in de slotronde Frankrijk aan een bronzen medaille wist te helpen.

## Belangrijkste resultaten

### Wereldkampioenschappen
| Jaar | Plaats          | 12,5 km individueel | 7,5 km sprint | 10 km achtervolging | 12,5 km massastart | 3 x 6 km estafette |
| ---- | --------------- | ------------------- | ------------- | ------------------- | ------------------ | ------------------ |
| 2001 | Pokljuka        | 35e                 |               |                     |                    |                    |
| 2003 | Khanty-Mansiysk | 20e                 | 7e            | Goud                | Brons              | 5e                 |
| 2004 | Oberhof         | 4e                  | 5e            | 12e                 | Brons              | 5e                 |
| 2005 | Hochfilzen      | 4e                  | 4e            | 9e                  | 9e                 | 4e                 |
| 2007 | Antholz         | 9e                  | 9e            | 30e                 | 23e                | Zilver             |
| 2008 | Oestersund      | 26e                 | 5e            | 5e                  | 12e                | Brons              |
| 2009 | Pyongyang       |                     |               |                     |                    |                    |

### Olympische Spelen
| Jaar | Plaats         | 15 km individueel | 7,5 km sprint | 10 km achtervolging | 12,5 km massastart | 3 x 6 km estafette |
| ---- | -------------- | ----------------- | ------------- | ------------------- | ------------------ | ------------------ |
| 2002 | Salt Lake City |                   | 7e            | 17e                 |                    | 9e                 |
| 2006 | Turijn         | 6e                | 6e            | 12e                 | 10e                | Brons              |

### Wereldbeker

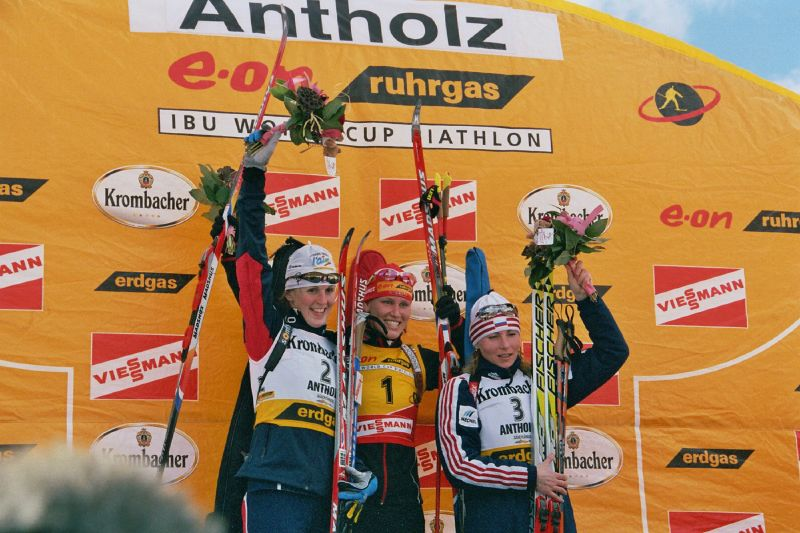
Bailly links op het podium tijdens een wereldbekerwedstrijd in 2006

Eindklasseringen
| Seizoen   | Algemeen | Individueel | Sprint | Achtervolging | Massastart |
| --------- | -------- | ----------- | ------ | ------------- | ---------- |
| 2000/2001 | 28e      |             |        |               |            |
| 2001/2002 | 15e      |             |        |               |            |
| 2002/2003 | 6e       |             |        |               |            |
| 2003/2004 | Brons    |             |        |               |            |
| 2004/2005 | Goud     |             |        |               |            |
| 2005/2006 | 4e       |             |        |               |            |
| 2006/2007 | 8e       |             |        |               |            |
| 2007/2008 | Zilver   |             |        |               |            |